# ساجد (عربستان)
ساجد یک منطقهٔ مسکونی در عربستان سعودی است که در استان جازان واقع شده‌است.